# Kövesházi Kalmár Elza
Kövesházi Kalmár Elza, névváltozatok: Kövesházy, Elsa; Kalmár Elza, született: Kalmár (Bécs-Hietzing, 1876. január 1. – Budapest, 1956. szeptember 3.) magyar szobrász.

## Tanulmányai, munkássága
Bécsben kezdte meg művészi tanulmányait, tanára Hugo Loeffler volt. Eleinte főleg rajzzal, festészettel foglalkozott. 1896-ban Münchenben életnagyságú aktokat rajzolt. Fennmaradt rajzai tájképek.
1898-ban kezdett plasztikát mintázni, rövid ideig Hermann Hahn foglalkozott vele. Iparművészeti alkotásokat és színes litográfiákat is készített. 1900-tól Magyarországon és külföldön egyaránt részt vett reprezentatív magyar tárlatokon. Hosszabb ideig élt Firenzében (1902–1903 és 1905–1909). 1906-ban Kalmár családi nevét Kövesházira változtatta. 1909 és 1912 között Bécsben, 1914-ig Párizsban tevékenykedett. Az első világháborúban több mint két évig Albániában és Montenegróban dolgozott ápolónőként. 1920-tól haláláig Budapesten élt.
Munkássága számos művészeti ágra terjedt ki, grafikákat, iparművészeti tárgyakat, fa-, bronz-, réz kisplasztikákat, síremlékeket, kút- és mauzóleumterveket, majolika- és kőszobrokat, festett viaszminiatűröket egyaránt alkotott. Kőszobrait maga faragta. Szobrászati pályázatokon (Kossuth-mauzóleum, 1902; Madách, 1938) is részt vett alkotásaival. Dolgozott Ligeti Miklós művészi kerámiaműhelye számára (Angyalföldi Kerámiaműhely) és terveit kivitelezte a Wiener Kunstkeramische Werkstatte, valamint a Herendi Porcelánmanufaktúra is. A 20-as évek második felében a Palasovszky Ödön-féle Lényegretörő Színház előadásaihoz díszleteket és jelmezeket tervezett.
Az 1930-as évek elején megélhetési gondokkal küzdött, ezért kitanulta az ortopéd cipészetet. Művei egy részét a szecesszió és art déco stílusában alkotta. Egyik fő ihletője a tánc, a mozgás volt. Egy hattyúszobra a Salgótarjáni utcai zsidó temetőben látható.

## Művészeti társulati tagságok
1907-től a KÉVE, 1925-től a Spirituális Művészek Egyesülete, 1926-tól az Új Művészek Egyesülete tagja. 1928-ban a bécsi Künstlerbund Hagen külföldi levelező tagjává választották. Részt vett a Magyar Képzőművészek Országos Szövetségének elnöki tanácsa munkájában is.

## Egyéni kiállítások
- 1901 • Királybazár, a Műbarátok Köre kiállítása [Katona Nándorral, Szinyei Merse Pállal]
- 1904 • Galerie Miethke [Raffaellivel], Bécs
- 1909 • Könyves Kálmán Szalon [Olgyay Ferenccel]
- 1988 • Szent István Király Múzeum, Székesfehérvár.

## Válogatott csoportos kiállítások
- 1946 • Magyar Képzőművészetért Mozgalom I. kiállítás, Ernst Múzeum, Budapest
- 1947 • Ötven művész kiállítása, Nemzeti Szalon, Budapest
- 1950 • 1. Magyar Képzőművészeti kiállítás, Műcsarnok, Budapest
- 1954 • Magyar kisplasztikai és grafikai kiállítás 1800-1954, Ernst Múzeum, Budapest
- 1965 • A századforduló művészete, Csók Képtár, Székesfehérvár
- 1984 • A KÉVE. Művésztársaság a századelőn, Kecskeméti Galéria, Kecskemét
- 1999 • A mi XX. századunk, Szent István Király Múzeum, Csók Képtár, Székesfehérvár.

## Művei közgyűjteményekben
- Fővárosi Képtár, Budapest
- G. Moderna, Milánó
- Iparművészeti Múzeum, Budapest
- Magyar Nemzeti Galéria, Budapest
- Magyar Nemzeti Múzeum, Budapest

## Elismerései
- Tolnai-díj a Műcsarnok Tavaszi Kiállításán, 1924;
- Ezüstdiploma az Egyházművészeti kiállításon, Nemzeti Szalon, 1926;
- Ezüstérem, a philadelphiai világkiállításon (Sesquicentennial Exposition), 1926;
- kitüntető elismerés a Képzőművészek Új Társasága tavaszi tárlatán, Nemzeti Szalon, 1927;
- ezüst- és bronzérem apárizsi világkiállításon, 1937.